# Marcel Kittel
Marcel Kittel, född 11 maj 1988, är en tysk professionell cyklist. Sedan säsongen 2016 tävlar han för laget UCI World Tour-laget Etixx-Quick Step.
Kittel är mest känd för sina etappsegrar i Tour de France, där han har vunnit 13 etapper.

## Meriter
2011
1:a, 7 etapp, Vuelta a España
2012
1:a Scheldeprijs
2013
Tour de France
1:a etapp 1, 10, 12 & 21
1:a Scheldeprijs
2014
Tour de France
1:a etapp 1, 3, 4 & 21
Giro d’Italia
1:a etapp 2 & 3
1:a Scheldeprijs